# Bias musicus
Bias-músico ou papa-moscas-preto-e-branco (Bias musicus) é uma espécie de ave da família Platysteiridae.
Pode ser encontrada nos seguintes países: Angola, Benin, Camarões, República Centro-Africana, República do Congo, República Democrática do Congo, Costa do Marfim, Guiné Equatorial, Gabão, Gâmbia, Gana, Guiné, Guiné-Bissau, Quénia, Libéria, Malawi, Moçambique, Nigéria, Serra Leoa, Sudão, Tanzânia, Togo, Uganda e Zimbabwe.
Os seus habitats naturais são: florestas secas tropicais ou subtropicais, florestas subtropicais ou tropicais húmidas de baixa altitude e regiões subtropicais ou tropicais húmidas de alta altitude.